# Plasturgie

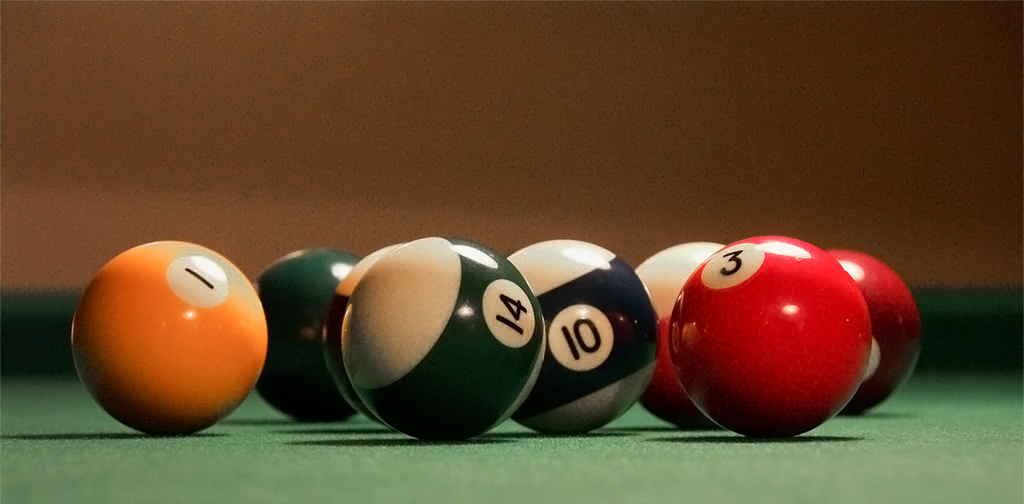
Jusqu'en 1870, les boules de billard étaient en ivoire. Le celluloïd, puis des plastiques plus performants, remplacèrent ensuite définitivement l'ivoire.

La plasturgie est l'ensemble des techniques utilisées par l'industrie du plastique pour la transformation des matières plastiques (polymères). Le terme est dérivé du mot « plastique », associé au suffixe « -urgie » (du grec -ourgos, de ergon : travail, production) : littéralement, la plasturgie est le travail du plastique.

## Histoire
La plasturgie est une industrie relativement récente si on la compare à d'autres telles que la sidérurgie avec laquelle elle partage certains points communs (gestion de la fusion, moulage, etc.).
Une impulsion décisive a été, dans les années 1860, le fait que l'ivoire est devenu de plus en plus cher, et qu'un fabricant de billard aux États-Unis ait lancé un concours visant à le remplacer pour la réalisation des boules de billard. Dans cette optique, John Wesley Hyatt, en utilisant le nitrate de cellulose, et après plusieurs années de recherche, dépose des brevets, dont en 1870 celui du celluloïd avec son frère Isaiah, et contribue ainsi à la naissance de la plasturgie.
En 1907, Leo Hendrik Baekeland invente la bakélite, la première matière plastique thermodurcissable.
Dès 1930, des laboratoires américains, britanniques et allemands commencent à créer et produire de nouvelles matières:
- le poly(méthacrylate de méthyle) (PMMA) (connu aussi sous la marque commerciale Plexiglas) en 1933[4] ;
- le polyéthylène (PE) mis au point à partir de 1933 et breveté en 1937[5] ;
- le polyamide (PA) mis au point en 1935 et commercialisé sous la marque Nylon[6] ;
- le polypropylène (PP) en 1951[7] ;
- le polycarbonate (PC) en 1953[8],[9].

La plasturgie est d'abord un ensemble de techniques qui contribue à substituer une matière plastique à d'autres matières. Ainsi à Oyonnax (Ain, France), la plasturgie s'implante parce qu'il existait une industrie locale du peigne en corne ou en écaille.
La grande adaptabilité (légèreté, solidité, déformabilité, facilité de nettoyage) des matières plastiques dans de nombreux domaines et l'abondance d'un pétrole très peu coûteux a contribué à un large et rapide développement de l'industrie du plastique, et donc de la plasturgie dans la seconde moitié du XXe siècle. Celle-ci s'est appuyée initialement sur l'exploitation des produits dérivés du pétrole, puis du gaz (notamment aux États-Unis où dans quelques États, le sous-sol est particulièrement riche en gaz de schiste).
Face à la perspective d'un pétrole et d'hydrocarbures fossiles rares et coûteux, et face à une demande d'écomatériaux et produits plus verts, la R&D de cette branche se tourne vers d'autres sources de matière première telles le maïs, des oléagineux comme le colza ou les protéines de lait. Des recherches sont développées également concernant les économies d'énergie, des systèmes experts ou une utilisation optimisée des frigories,,, ainsi qu'en direction d'un meilleur respect de l'environnement (biodégradabilité, recyclabilité, étiquetage, substitut au plomb toxique comme additif de certains PVC et retrait du bisphénol A (perturbateur endocrinien) des biberons et de certains jouets, etc.).

## Techniques
On distingue deux types de matière plastique : les matières thermoplastiques et thermodurcissables.

### Polymères thermoplastiques
Ces matières sont transformées couramment par les procédés suivants :
| Forme de l'objet fabriqué                                                                                     | Procédé                                     | État physique de la matière première | Polymères les plus utilisés                                                        | Procédé utilisé aussi pour d'autres matériaux : exemples                     |
| --- | ------------------------------------------- | ------------------------------------ | ---------------------------------------------------------------------------------- | ---------------------------------------------------------------------------- |
| Pièces de forme / Objets creux                                                                                | Moulage par injection                       | Granulés                             | PE, PP, PS                                                                         | Moulage sous pression d'aluminium (die casting), de magnésium (thixomolding) |
| Pièces de forme / Objets creux                                                                                | Moulage par dépression : thermoformage      | Feuilles et plaques                  | PS, ABS, PE, PP, polycarbonate, PVC, PMMA, polystyrène choc                        | Verre courbé                                                                 |
| Pièces de forme / Objets creux                                                                                | Moulage par soufflage : injection-soufflage | Préformés injectés                   | PVC, PEHD, PET                                                                     | Bouteille en verre                                                           |
| Pièces de forme / Objets creux                                                                                | Moulage par soufflage : extrusion-soufflage | Granulés                             | PVC rigide, PEHD, polycarbonate                                                    |                                                                              |
| Pièces de forme / Objets creux                                                                                | Moulage par rotation : rotomoulage          | Poudre                               | PE, PVC (plastisol), PP, polycarbonate, polyamides, ABS, acryliques, polyester, PS |                                                                              |
| Pièces de forme / Objets creux                                                                                | Moulage par trempage                        |                                      | Plastisol, latex, néoprène, polyuréthanes, silicones époxydes                      |                                                                              |
| Pièces de forme / Objets creux                                                                                | Moulage par centrifugation                  |                                      |                                                                                    |                                                                              |
| Pièces de forme / Objets creux                                                                                | Moulage par coulée                          |                                      |                                                                                    | Fonderie aluminium ou acier                                                  |
| Produits longs (profilés, fils, tuyaux, tubes, câbles, etc.) et produits plats (films, gaines, plaques, etc.) | Extrusion horizontale                       | Granulés                             | PVC, PE, PA, PP                                                                    | Profilé d'aluminium                                                          |
| Produits longs (profilés, fils, tuyaux, tubes, câbles, etc.) et produits plats (films, gaines, plaques, etc.) | Extrusion-Gaine                             | Granulés                             | PEHD, PEBD, PP, PVC souple                                                         |                                                                              |
| Produits longs (profilés, fils, tuyaux, tubes, câbles, etc.) et produits plats (films, gaines, plaques, etc.) | Extrusion-soufflage                         | Granulés                             | PE, PP                                                                             |                                                                              |
| Produits longs (profilés, fils, tuyaux, tubes, câbles, etc.) et produits plats (films, gaines, plaques, etc.) | Extrusion-calandrage et calandrage seul     | Granulé et pâtes                     | PVC                                                                                | Papier                                                                       |

Les polymères thermoplastiques peuvent aussi être mis en forme par estampage et par emboutissage. Les possibilités de mise en œuvre intègrent aussi, depuis la fin des années 1990, l'utilisation d'imprimantes 3D qui offrent de nouvelles perspectives dans la réalisation de prototypes ou de petites séries, ce qui était auparavant impossible à envisager du fait des coûts d'investissements (machines, outillages ..).

### Polymères thermodurcissables
Les principaux procédés de transformation des matières thermodurcissables sont les suivants :
- moulage par compression ;
- moulage par compression-transfert ;
- pultrusion ;
- stratification ;
- chaudronnerie.

## Domaines d'activité

### Emballage, BTP, automobile
- En Europe, le plastique est le premier matériau utilisé pour l'emballage avec comme premier client le secteur agroalimentaire (65 % des débouchés en Europe)[réf. nécessaire]. L'emballage représente 40 % des débouchés de la plasturgie en 2020[20]. La France est leader devant l'Allemagne[réf. nécessaire].

- Le BTP, second marché de la plasturgie, représente 20 % des débouchés[réf. nécessaire]. On trouve des films pour l'imperméabilisation, des isolants, des profilés de fenêtres, des revêtements de sol, etc.

- L'automobile, avec le temps a intégré un nombre croissant de pièces de plastique[21]. L'automobile représente 10 % des débouchés de la plasturgie et selon Claude Duval du CNAM[réf. nécessaire], en 2007 « 65 % des pièces techniques réalisées par l'industrie de la plasturgie sont destinées à l'automobile ». La France et l'Allemagne sont leaders sur ce marché[réf. nécessaire]. Le poids du plastique est passé de 3 % jusqu'à 17 % entre 1974 et 2000, générant selon les fabricants 7 % d'économie de carburant soit 12 millions de tonnes de pétrole par an pour l'Europe et 30 millions de tonnes de CO2 en moins [réf. nécessaire].

### Médecine, sports et loisirs
L'industrie européenne de la plasturgie doit sans cesse faire preuve d'innovation. Ainsi, dans le domaine médical, les plastiques entrant dans la composition de certaines prothèses sont nettement plus performants que d'autres matériaux.

## La plasturgie en Europe
En 2002, l'industrie de la plasturgie européenne a réalisé un chiffre d'affaires de 140 milliards d'euros. Les deux tiers des débouchés sont constitués par l'emballage, le bâtiment et l'automobile.
Actuellement, l'Europe est au 3e rang mondial[En quoi ?] pour la production de plastiques, après l'Asie et les États-Unis.

## La plasturgie en France
Au niveau mondial, 51% des produits plastiques viennent d'Asie (dont 31% en chine), 19% pour le continent américain et 16% en europe (avec L'Allemagne comme premier producteur). En europe, la production plastique est principalement orientée vers les emballages (40%), puis la construction (20%), et enfin l'automobile (10%).
Au niveau européen, la France se situe au 2e rang[En quoi ?], juste après l'Allemagne, et bénéficie d'un écosystème de qualité.
Quelque 3200 entreprises de plasturgie sont recensées en France, avec une taille moyenne de 30 salariés environ.
On compte plusieurs pôles majeurs en France : l'un est situé à Oyonnax avec le Centre technique IPC (ancien Pôle européen de plasturgie, PEP) et la Plastics Vallée, un autre en Alsace-Lorraine avec le Pôle de plasturgie de l'Est et Plastinnov.
Le pôle de plasturgie d'Alençon est considéré comme le 2e en France en importance.
Les Hauts-de-France sont également une région active dans le domaine de la plasturgie automobile, le médical ou encore l'emballage.
La plasturgie est également présente dans les territoires d'outre-mer avec près d'une centaine d'entreprises.
Le chiffre d'affaires pour 2006 est de 29,6 milliards d'euros pour 5,3 millions de tonnes transformées. Le nombre d'entreprises françaises dans le secteur est de 3 750 pour un effectif de 151 800 employés.
L'IMT Institut Mines-Télécom de Douai et Alençon sont les écoles d'ingénieurs ayant des filières spécialisées en plasturgie et composites. De nombreux lycées professionnels et techniques dispensent également des formations classiques ou en alternance, du niveau BEP au BTS.

## Métiers, formations
Dans un secteur en restructuration presque permanente, et les  techniques évoluant rapidement (au point que les PME et leurs salariés peinent parfois à s'adapter et cherchent à développer la polyvalence de leurs salariés peu qualifiés pour être plus réactives dans un marché souvent très concurrentiel,), la plasturgie est associée à un corpus spécifique de formations techniques,,.
La multiplicité des techniques de fabrication réclame du personnel dans de multiples compétences et niveau de qualification. La plasturgie recrute du personnel du niveau CAP au diplôme d'ingénieurs. Les formations intermédiaires sont le BEP, le bac professionnel plasturgie, le BTS Europlastique, la licence professionnelle PI (Production industrielle) et la licence professionnelle plasturgie et matériaux composites. Quelques laboratoires de recherches se sont spécialisés, au sein des entreprises ou dans des universités ou grandes écoles, travaillant par exemple sur les techniques de moulage/démoulage, injection, coloration, recyclage (PET recyclé notamment), polymérisation, ou encore sur des modélisations rhéologiques et de la cristallisation des polymères.
En 2003, c'est l'un des secteurs où en France les femmes sont encore défavorisées par rapport aux hommes (en termes de salaires) dans les grilles de conventions collectives.